# Jailan
Jailan är en ort i Gambia. Den ligger i regionen Central River, i den östra delen av landet, 170 km öster om huvudstaden Banjul. Antalet invånare var 391 vid folkräkningen 2013.